# Psychoda moravica
Psychoda moravica är en tvåvingeart som beskrevs av Vaillant 1966. Psychoda moravica ingår i släktet Psychoda och familjen fjärilsmyggor. Inga underarter finns listade i Catalogue of Life.